# فاروق يوسف (ممثل)
فاروق محمد السيد يوسف (بور سعيد سنة 1943 - 2004)، ممثل مصري، 
ولد في مدينة بورسعيد في عام 1943، وحاز على درجة البكالوريوس من المعهد العالي للفنون المسرحية، وعمل طوال مسيرته بين المسرح والسينما والتليفزيون برز على الساحة الفنية في فترة السبعينات و الثمانينات وشارك في العديد من الأعمال الفنية مع كبار النجوم ورغم ذلك لم يصل للشهرة والنجومية التي يستحقها حيث لم يتم تكريمه إلا مرة واحدة وكانت ميدالية زكي طليمات. الفنان فاروق يوسف كان طيب لأبعد الحدود بشهادة زملائه من الوسط الفني ومتسامح وغير متكبر وكان قارئ جيد لكبار الكتاب وأيًضا كان حافًظا للقرآن الكريم كله، بالإضافة لقراءته في الإنجيل والتوراة وشتى المجالات 

## عن حياته
بعد أن التحق بالمعهد في سنته الثانية اختاره العندليب الأسمر عبد الحليم حافظ للمشاركة في دور بفيلم “أبي فوق الشجرة” وقدم معه أيضاً اوبريت “قاضي البلاج” عام 1969م، فاستطاع ان يحقق شهرة كبيرة وهو لم ينهي دراسته في المعهد بعد وله أيضاً قبل هذا الفيلم عدد من المشاركات الصغيرة في بعض الأعمال الدرامية مثل “الناس والفلوس” و”لا تطفئ الشمس” وغيرها
عام 1974 قدم دور البطولة مع الفنان عادل إمام في فيلم “شياطين للأبد” وقد حقق الفيلم نجاحاً كبيراً من أهم أدوار الفنان فاروق يوسف شخصية “زرزور” في فيلم أونكل زيزو حبيبي مع محمد صبحي وقد تسبب الدور للعديد من المشاكل لابنته ولاسيما مع زملائها في المدرسة، فكانت تبكي كثيراً حيث اعتقد الناس أنه أحول العينين في الحقيقة وليس فقط في الشخصية وعندما سألته ابنته عن سبب قبوله لهذا الدور، قال “الدور علق مع الناس عشان يحبوني” 

## الوفاة
توفي يوم 21 ديسمبر 2004 في مستشفى 6 أكتوبر بالدقي في الجيزة وأضافت ابنته منال انه تم نقل والدها للمستشفى بعد تعرضه لحادث سير حيث كسرت ساقه وذراعه وبعد أن استقرت حالته اكتشف الأطباء وجود ارتشاح دموي على الرئة وهو الذي تسبب في وفاته بعد 24 ساعة من وقوع الحادث وكانت سيارته في التوكيل وقتها للصيانة وقام الفنان محمد جبريل صديق الوالد بتوصيله إلى أول كوبري غمرة وعند نزول الفنان من السيارة جاءت عربية مسرعة وصدمته صدمة قوية لدرجة أنها قذفته على رصيف الاتجاه الثاني من الكوبري وهرب المتسبب في هذه الحادثة

## من أعماله
شارك في أفلام:
- الإخوه الغرباء
- شلة المراهقين
- 1981: بياضة
- أنا لا أكذب ولكني أتجمل[4]
- أبي فوق الشجرة
- الكرنك
- مسافر بلا طريق
- أونكل زيزو حبيبي
- الجلسة سرية
- الحريف
- دكتوراه مع مرتبة الشرف
- رجل ضد القانون

شارك في مسلسلات:
- ألف ليلة وليلة (مسلسل 1984)
- غريب في المدينة (مسلسل)
- الأيام (مسلسل)
- هند والدكتور نعمان (مسلسل)
- القضاء في الإسلام (مسلسل)
- بوابة الحلواني (مسلسل)
- منشية البكري (مسلسل)
- البر الغربي (مسلسل)
- هوانم جاردن سيتي (مسلسل)
- أبناء دهشان (مسلسل)
- السيد هيصة (مسلسل)
- خالتي صفية والدير (مسلسل)
- أحلام كو (مسلسل)
- صباح الورد (مسلسل)
- منشية البكري (مسلسل)
- البر الغربي (مسلسل)
- أبناء دهشان (مسلسل)
- السيد هيصة (مسلسل)
- صباح الورد (مسلسل)
- المهر (مسلسل)
- بنت بطوطة (مسلسل)
- المزاد (مسلسل)
- الصمت (مسلسل)
- محمد رسول الله إلى العالم (مسلسل)
- عصر الفرسان (مسلسل)
- تحت ظلال السيوف (مسلسل)

كان آخر أعمال الفنان مشاركته بمسلسل ”الأصدقاء“ عام 2002 أمام فاروق الفيشاوي، وصلاح السعدني، ومحمد وفيق، ومن إخراج إسماعيل عبد الحافظ.